# Загублені (серіал, Австралія)
Загублені (англ. Nowhere Boys) — австралійський пригодницький телесеріал з елементами фантастики, орієнтований на підлітків, створений Тоні Ейрсом. Вперше вийшов в ефір на телеканалі ABC3 7 листопада 2013 року. Сюжет крутиться навколо чотирьох підлітків, які повернувшись зі шкільної екскурсії зрозуміли, що вони в паралельному всесвіті, і в цьому світі їх просто не існує. 4 квітня 2014 року було оголошено, що серіал продовжено на другий сезон.

## Сюжет
Події розгортаються у вигаданому місті Бремін (англ. Bremin) в якому живуть чотири підлітки одного віку і вчаться в одній школі — гот Фелікс Ферн (Дагі Болдуін), ботанік-заучка Ендрю "Енді" Лау (Джоел Лок), "золота дитина" Сем Конті (Рахарт Адамс) та головний спортсмен школи Джейк Райлз (Метт Тестро) — які ніколи не були друзями. Хлопців визначили в одну групу на шкільну екскурсію, разом вони повинні були виконати шкільне завдання з орієнтування на місцевості, але загубилися в лісі. Після жахливої ночі в лісі вони повернулися в Бремін та зрозуміли, що потрапили до паралельного світу, в якому їх ніколи не існувало. Ніхто з друзів або рідних не впізнавав їх, й жодних записів в архівах про своє існування хлопчики не виявили.
Коли Фелікс отримав чарівний талісман від Фібі (Мічела Банас), яка володіла магічною лавкою, хлопчики активували його, аби зупинити демона, який намагався їх убити. Однак, демон став ще сильніше, тепер він може вселятися в людей або тварин. Хлопцям доводиться працювати разом, щоб захистити себе від демона та з'ясувати, що сталося з ними, й найголовніше - як повернутися додому.
Пізніше Енді дізнається, що це через Фелікса вони опинились в паралельному всесвіті. Фелікс зрозумів, що його брат Оскар — п'ятий елемент; той самий відсутній компонент, необхідний для повернення хлопчиків додому. В кінці першого сезону хлопці побороли торнадо (дух сестри Фібі, Еліс, яка була демоном). Вимовивши заклинання Фелікса разом, вони повертаються до свого справжнього світу. Після повернення вони виявили в собі надприродні сили стихій - Фелікс отримав силу вогню, Енді отримав владу над водою, Сем знайшов силу повітря, Джейку дісталася сила землі, а Оскар отримав силу духу.

## У ролях

### Головні герої
- Дугі Болдуін — Фелікс Ферн
- Джел Лок — Енди Лау
- Рахарт Адамс — Сем Конті
- Метью Тестро — Джейк Райлз

### Другорядні персонажі
- Шон Різ-Уемісс — Оскар Ферн
- Дарсі МакДональд — Еллен
- Тамала Шелтон — Мія
- Мічела Банас — Фібі Хартлі
- Вікторія Тейн — Еліс Хартлі

### Інші актори
- Ніколас Кохлан — Брайан Бейтс
- Мішель Герстер — Вів Лау
- Сесілія Тан — Лiлi "Най-най" Лау
- Зельман Крессі Гледвін — Ділан
- Логан Філліпс — Трент Лонг
- Деміен Річардсон — Гаррі Райлз
- Ліббі Таннер — Сара Райлз/Бейтс
- Джим Рассел — Роланд Мерфі
- Сем Шарвуд — Майк
- Хайді Арена — Кетті Ферн
- Саймон Меллорі — Робертс
- Перл Тан — Ніколь Лау
- Денієл Ді Джованні — Вінс Конті
- Джессі Уільямс — Семмі Конті (1 сезон)
- Ніколь Набаут — Ді Конті
- Ентоні Брэндон Вонг — Майкл Лау
- Лестер Елліс-молодший — Піт Конті
- Бен Андерсон — Кен Ферн (1 сезон)
- Пітер Уайт — Локлен (2 сезон)
- Пітер Стефану — Том Контш (1 сезон)
- Фібі Робертс — Саскшя Блум (2 сезон)
- Ейді Вокер — Мішель Кштс (2 сезон)
- Бен Келлер — Беар (2 сезон)

## Виробництво

### Розвиток
26 жовтня 2011 року було оголошено, що Matchbox Pictures та продюсери серіалу Удар працюють над тринадцятисерійною підлітковою драмою для телеканалу ABC під назвою «Втрачені хлопці» (англ. The Lost Boys). Однак, з причини авторських прав, назва була змінена на «Загублені» (англ. Nowhere Boys). У творця серіалу Тоні Ейрса виникла ідея «Загублених» після успіху телесеріалу «Танцювальна академія» на ABC, але суть була в тому, щоб він був більш орієнтований на хлопчиків. Ейрс написав сценарій для "Загублених" разом з колом письменників, в тому числі з Роджером Монк й Крейгом Ірвін. Тоні став продюсером телесеріалу разом з Бет Фрей, в той час як Майкл МакМахон і Хелен Панкхертс стали виконавчими продюсерами. Панкхертс покинула свій пост як виконавчий продюсер після першого сезону.

### Нагороди та номінації
| Рік  | Нагороди                                 | Категорія                               | Номінація                        | Висновок     |
| ---- | ---------------------------------------- | --------------------------------------- | -------------------------------- | ------------ |
| 2014 | AACTA Awards                             | Кращий дитячий телесеріал               | Nowhere Boys                     | Перемога     |
| 2014 | AACTA Awards                             | Краща оригінальна музика на телебаченні | 1 сезон, 1 серія                 | Номінація    |
| 2014 | Logie Awards                             | Найвидатніша дитяча передача            | Nowhere Boys                     | Перемога     |
| 2014 | Australian Director's Guild Awards       | Кращий режисер дитячого телебачення     | Пітер Кастейрс, Сезон 1, 7 серія | Номінація    |
| 2014 | Australian Director's Guild Awards       | Кращий режисер дитячого телебачення     | Крейг Ірвін, Сезон 1, 8 серія    | Номінація    |
| 2014 | Prix Jeunesse                            | 12-15 Fiction/Nonfiction                | Nowhere Boys                     | Номінація    |
| 2014 | Prix Jeunesse                            | Міжнародний молодіжний приз журі        | Nowhere Boys                     | Перемога     |
| 2014 | Banff World Media Festival Rockie Awards | Молодіжна фантастика                    | Nowhere Boys                     | Номінація    |
| 2014 | AWGIE Awards                             | Дитяче телебачення                      | Крейг Ірвін, 1 сезон, 3 серія    | Перемога     |
| 2014 | Screen Producers Australia Awards        | Дитячий телевізійний продукт року       | Nowhere Boys                     | Перемога     |
| 2014 | Screen Producers Australia Awards        | Інтерактивний продукт року              | Nowhere Boys: The 5th Boy        | Номінація    |
| 2014 | TV Tonight Awards                        | Найкраще шоу для дітей                  | Nowhere Boys                     | Перемога     |
| 2014 | International Emmy Kids Awards           | Найкращий серіал                        | Nowhere Boys                     | В очікуванні |